# Franciszek Sławski
Franciszek Sławski (ur. 13 maja 1916 w Kopyczyńcach, zm. 19 stycznia 2001 w Krakowie) – polski filolog polski, językoznawca, slawista, dialektolog, etymolog; profesor nauk humanistycznych (1954), członek Polskiej Akademii Nauk (1969) i Polskiej Akademii Umiejętności (1989); autor Słownika etymologicznego języka polskiego (1952–1982).

## Życiorys
Uczeń Kazimierza Nitscha, Tadeusza Lehra-Spławińskiego, Mieczysława Małeckiego, Stanisława Pigonia. Podczas okupacji niemieckiej był uczestnikiem tajnego nauczania prowadzonego na Uniwersytecie Jagiellońskim. Pracy doktorskiej broni w 1943 w warunkach konspiracji, w 1947 habilituje się na podstawie rozprawy Oboczność ǫ : u w językach słowiańskich. W 1954 zostaje profesorem nadzwyczajnym, a w 1964 profesorem zwyczajnym. 
W latach 1974–1986 był dyrektorem Instytutu Filologii Słowiańskiej, w latach 1966–1969 dziekanem Wydziału Filologicznego Uniwersytetu Jagiellońskiego. W latach 1961–1973 kierownik Pracowni Słownika Prasłowiańskiego w Zakładzie Słowianoznawstwa (ob. Instytut Slawistyki) PAN. Od 1954 profesor, od 1969 członek Polskiej Akademii Nauk, od 1989 członek Polskiej Akademii Umiejętności, a od 1994 członek Towarzystwa Naukowego Warszawskiego. Był także członkiem Austriackiej i Bułgarskiej Akademii Nauk. Wykształcił kilka pokoleń polskich slawistów, m.in. Janusza Siatkowskiego.
W 1995 otrzymał tytuł doktora honoris causa Uniwersytetu Łódzkiego.

## Twórczość
Jego dorobek naukowy liczy kilkaset pozycji, w tym kilkanaście książek i obejmuje szeroką tematykę ogólnosłowiańską. Do najważniejszych publikacji Sławskiego należą prace dotyczące słownictwa słowiańskiego, jego etymologii i rekonstrukcji zasobu leksyki prasłowiańskiej. Głównym dziełem Sławskiego jest Słownik etymologiczny języka polskiego (tom 1-5, A-Ł, 1952–1982), uwzględniający ogromną literaturę naukową oraz bogaty materiał historyczny i gwarowy polski i słowiański. Współautor i redaktor Słownika prasłowiańskiego (tom 1-8, A-Gy, 1974–2001) – wypracował jego koncepcję oraz zasady i metody rekonstrukcji słownictwa prasłowiańskiego. Poza tym prace z zakresu językoznawstwa południowosłowiańskiego, zwł. bułgarskiego, oraz dotyczące języka starosłowiańskiego: Gramatyka języka bułgarskiego (1953, wznowione w 1962), Podręczny słownik bułgarsko-polski (1963, wznowiony w 1987), Przegląd i charakterystyka języków słowiańskich (1954, wspólnie z Lehrem-Spławińskim i Władysławem Kuraszkiewiczem), Zarys dialektologii południowosłowiańskiej (1962) oraz opracowanie języków słowiańskich w dziele zbiorowym Języki indoeuropejskie (1988, redaktor Leszek Bednarczuk) i rozprawy o zabytkach językowych, np. Księdze Sawy i Kodeksie Assemaniego. Pochowany na cmentarzu Rakowickim w Krakowie.